# Beemster
Beemster [ˈbeːmstər] ⓘ là một đô thị ở Hà Lan, thuộc tỉnh Bắc Hà Lan. Beemster là nơi đầu tiên được gọi là đất lấn biển ở Hà Lan và nước được rút ra từ hồ nước bằng cối xay gió. Khu lấn biển Beemster được làm khô từ năm 1609 đến 1612. Nó vẫn giữ được cảnh quan nguyên vẹn của các cánh đồng, đường, kênh, đê và khu định cư, được xây dựng theo các nguyên tắc quy hoạch cổ điển và Phục hưng. Một hệ thống các kênh đào và đường song song với nhau ở đây. Mạng lưới này được cắt ngang bởi: các kênh nhánh lớn hơn được cắt ngang mỗi kilômét bởi các con đường lớn hơn.
Do tính liên quan lịch sử của nó và cấu trúc ban đầu của khu vực vẫn còn nguyên vẹn, Beemster đã được UNESCO công nhận là Di sản thế giới từ năm 1999. Ngoài ra, đất lấn biển của nó còn là nơi có 5 pháo đài là một phần của Stelling van Amsterdam, cũng là một Di sản thế giới khác. Chính vì vậy mà Beemster là sự kết hợp của hai Di sản thế giới.

## Lịch sử
Khoảng năm 800 sau Công nguyên, khu vực của đô thị hiện đại Beemster được bao phủ bởi than bùn. Cái tên "Beemster" được bắt nguồn từ "Bamestra", tên của một con sông nhỏ trong khu vực.  Trong giai đoạn 1150-1250,  lũ lụt đã mở rộng con sông nhỏ đó ra tạo thành một vùng nước nội địa, một hồ nước kết nối mở với vịnh nông Zuiderzee. Khoảng năm 1605 thì các nhà đầu tư tư nhân bắt đầu cho rút cạn hồ Beemster. Đền năm 1610, công việc gần như đã hoàn tất nhưng hồ nước sau đó đã đầy lại bởi vỡ đê Zuiderzee và  một quyết định để làm một vành đai cao một mét trên đất ngập nước xung quanh. Năm 1612, khu lấn biển khô hơn được chia cho các nhà đầu tư. Trong những ngày đầu, nông dân đã chiếm đất để trồng các loại cây trồng cần thiết cho các chuyến đi biển dài của Công ty Đông Ấn Hà Lan (VOC) đến Đông Ấn. Hóa ra đất nông nghiệp tốt đến mức dự án được coi là thành công về mặt kinh tế, trái ngược lại với Heerhugowaard. Từ năm 1999, đất lấn biển Beemster đã được UNESCO công nhận là Di sản thế giới.
Đất lấn biển Beemster là nhà của CONO Kaasmakers, nhà sản xuất nhãn hiệu phô mai Beemster. Hợp tác xã này được thành lập vào năm 1901 để làm phô mai từ sữa bò cho đến rượu mạnh Beemster. Ngày nay, Pho mát Beemster được bán ở châu Âu, Hoa Kỳ, Canada, Nhật Bản và Trung Quốc.

## Nhân vật đáng chú ý
- Carel Fabritius (1622 tại Middenbeemster – 1654) một họa sĩ người Hà Lan
- Barent Fabritius (1624 tại Middenbeemster - 1673) một họa sĩ người Hà Lan
- Johannes Fabritius (1636 – ca.1693) họa sĩ Thời kỳ hoàng kim Hà Lan
- The Reverend Nanne Zwiep (1894 tại Beemster – 1942 tại Dachau) một mục sư của Nhà thờ Cải cách Hà Lan
- Harry Droog (born 1944) một tay chèo người Hà Lan đã giải nghệ, người đã thi đấu tại Thế vận hội Mùa hè 1968
- Erik Postma (1953 - 2002 tại Middenbeemster) là một chính trị gia người Hà Lan, thị trưởng Beemster từ năm 1998.

## Thư viện ảnh

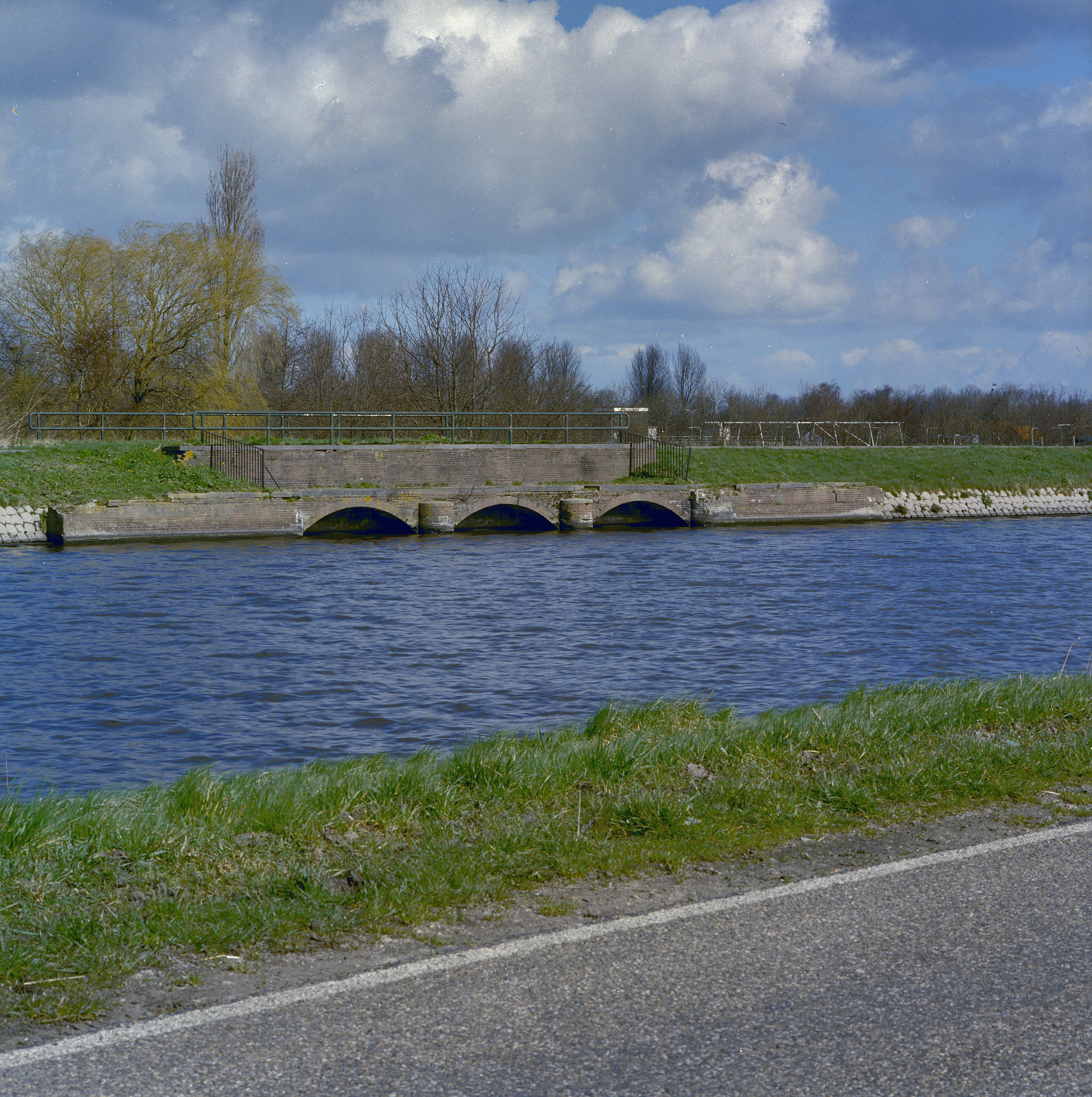
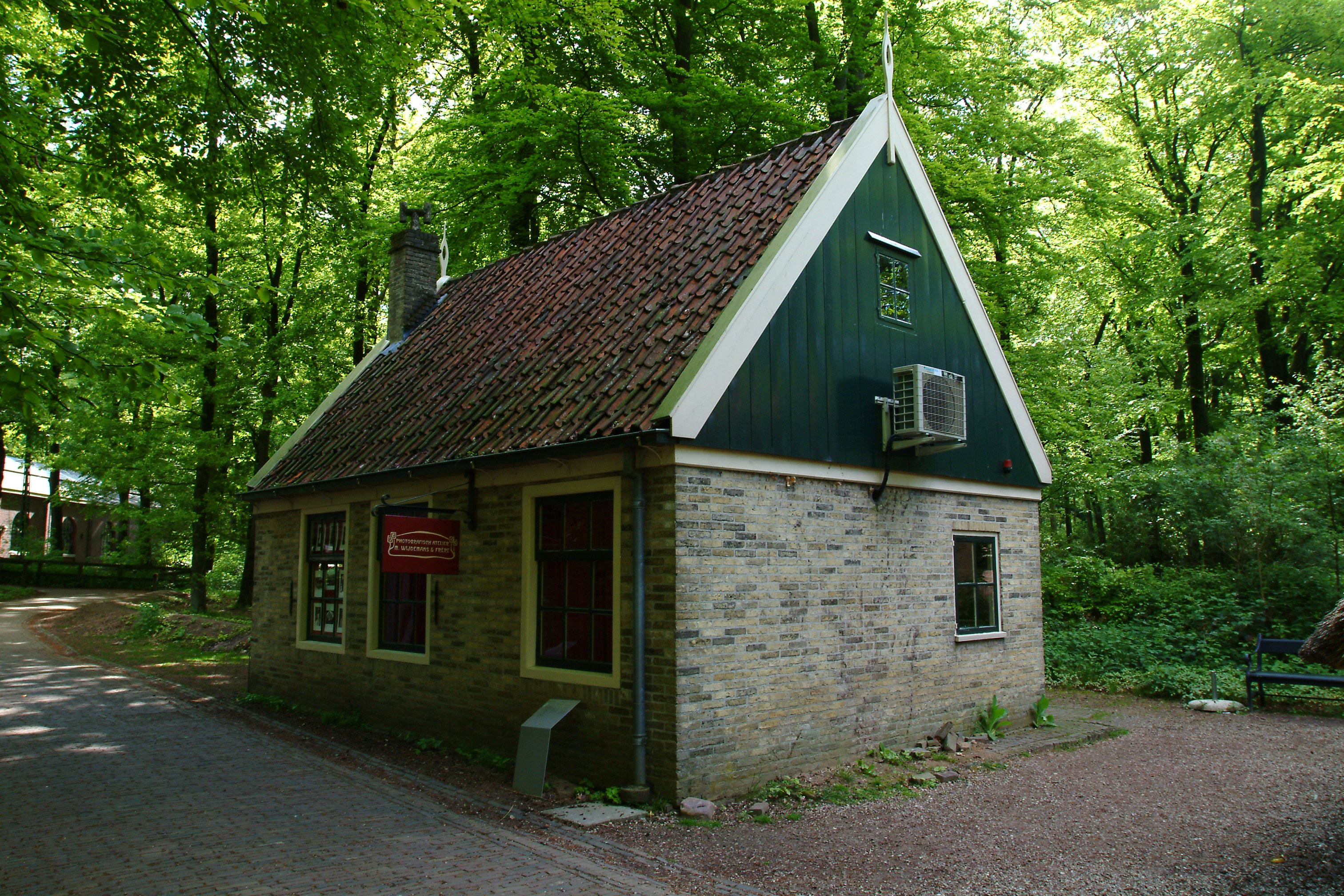
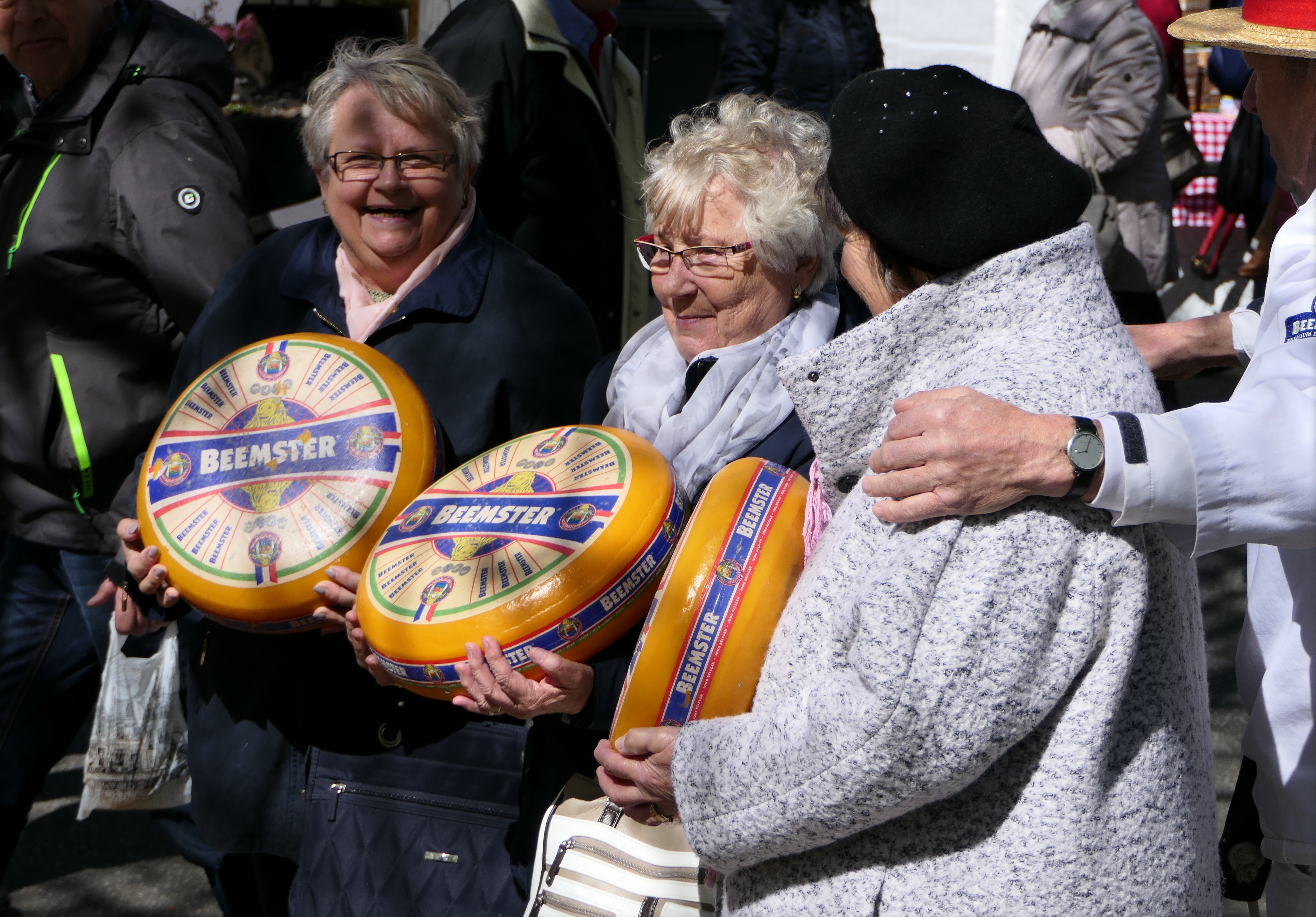
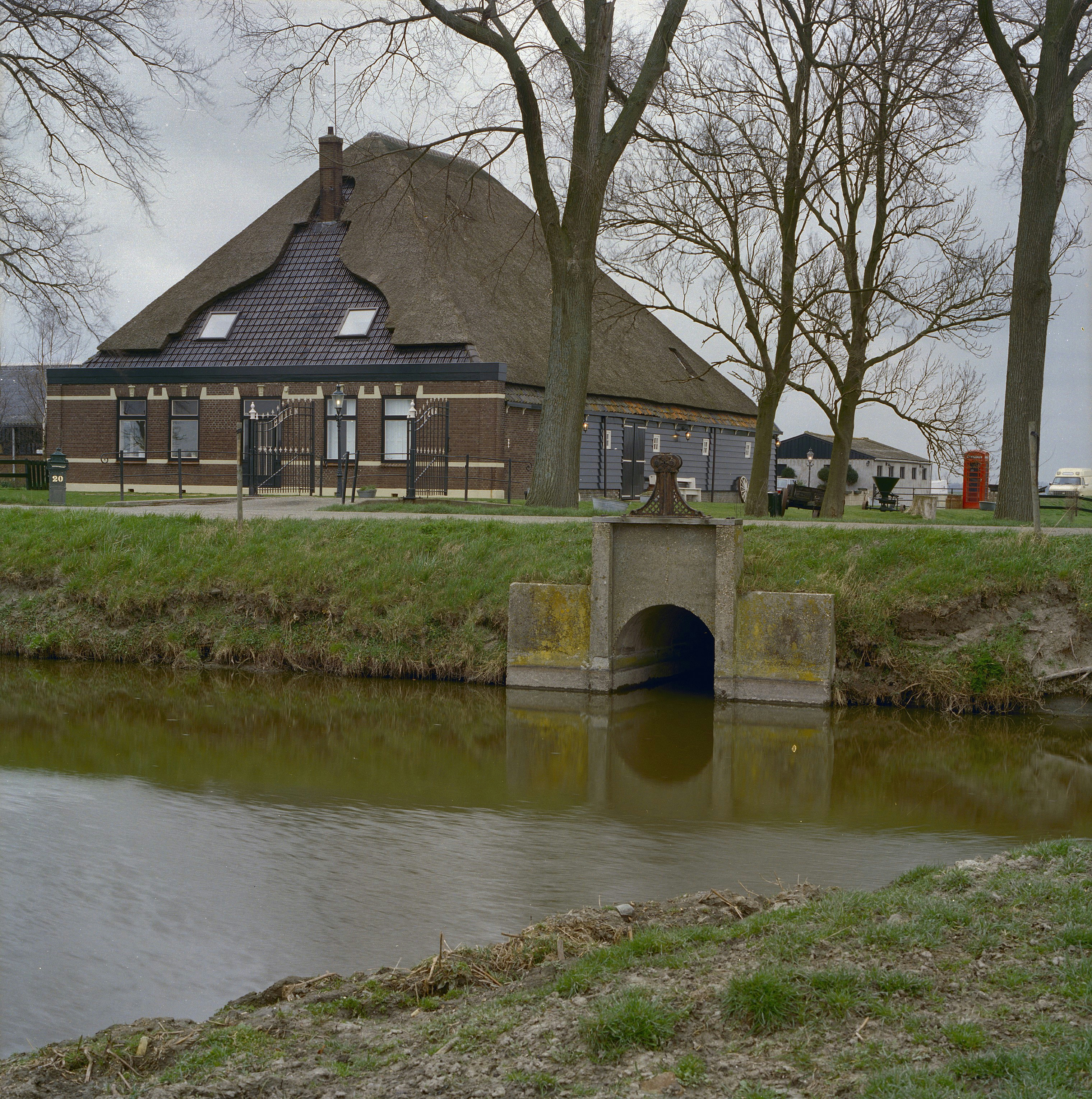